# Kubala, Moreno i Manchón
Kubala, Moreno i Manchón es una serie de televisión producida por Diagonal TV para la cadena catalana TV3. Se estrenó el 9 de enero de 2012 con una audiencia de 595.000 espectadores y una cuota del 18,3%. La audiencia media de la primera temporada ha sido de 490.000 espectadores y una cuota de pantalla del 16%.
Tiene un carácter cómico, y su argumento gira en torno a las vidas privadas de los tres protagonistas, así como en sus casos.

## Historia
El reparto de la primera temporada está encabezado por Jordi Martínez (Kubala), Marc Cartes (Moreno) y Núria Gago (Manchón). A ellos les acompañan Àgata Roca (Rosa), Clara de Ramón (Sara), Arnau Fernández (Pol), Francesca Piñón (Marga), Camilo García (Antoni) y Olalla Moreno (Eva). El reparto se completa con personajes secundarios recurrentes.

## Reparto

### Protagonistas

#### Josep Solé (Kubala)
(Jordi Martínez. Episodios 1-13)
Está casado con Rosa (Àgata Roca) y tiene dos hijos, Sara y Pol. Además vive con su padre. Cuando era joven era una promesa del fútbol y llegó a jugar con el Barça B, pero una lesión de rodilla le alejó de los terrenos de juego. A partir de ahí, se matriculó en criminología, y pronto empezó a trabajar en una agencia de detectives. Harto de recibir órdenes, abrió un pequeño despacho en el centro de la ciudad y al lado de un bar y una comisaría de Mozos de Escuadra, donde conoció a su socio Carles Moreno, entonces policía. Años más tarde, encuentra un nuevo fichaje para la agencia, Helena Manchón. A lo largo de la temporada, Kubala tiene que enfrentarse, además de a los casos de la agencia, al reto de  encontrar el equilibrio entre el trabajo y la familia.

#### Carles Moreno
(Marc Cartes. Episodios 1-13)
Charly es un espíritu libre. Siempre hace lo que le da la gana y sin pensar en las consecuencias. Carles es un expolicía al que echaron después de agredir a un empresario del que él sospechaba que estaba detrás de una red de narcotráfico. Fue entonces cuando conoció a Kubala en un bar y empezó a trabajar de detective privado en su agencia convirtiéndose así, en socios. Charly está separado de Eva (Olalla Moreno) y tiene una hija, Estel (Mariona Argemí). Durante la temporada deberá superar las pruebas que su ex le pondrá para ver si es un buen padre y si puede cuidar de su hija.

#### Helena Manchón
(Núria Gago. Episodios 1-13)
Helena es hija de buena familia y sus padres son dos prestigiosos médicos, lo que prácticamente la obligó a realizar los estudios de medicina. Una vez acabados, se matriculó en criminología y cuando acabó se planteó abrir su propia agencia. Consciente de que era muy joven y que no era el momento, decidió hacer prácticas en una pequeña agencia, y así llega hasta la oficina de Kubala y Moreno. En un principio no la aceptan por la falta de trabajo, pero Helena consigue a través de sus contactos, trabajar allí. Cuando Helena empieza a trabajar, su manera de ver la profesión choca con la de Kubala (demasiado tradicional), pero poco a poco les va mostrando a sus jefes que está perfectamente capacitada para ser una buena detective.
Manchón es una chica muy reservada, y no habla de su vida privada. La visita de su ex-prometido y los problemas con sus padres, hacen que Helena abra su corazón y cuente sus experiencias a sus nuevos compañeros.

### Secundarios

#### Rosa Bonet
(Àgata Roca. Episodios 13)
Es la mujer de Kubala y la madre de Sara y Pol. Es bastante permisiva, pero no tolera que su marido le pida ayuda a su hija Sara para solucionar algún caso. Rosa trabajaba en una agencia inmobiliaria, pero el hecho de que el mercado está tan mal le obliga a vender pisos en mal estado, hasta que un día decide que ella no puede seguir así y deja su trabajo. A partir de ese momento sufre una pequeña crisis al sentirse inútil, pero su pasión por la ropa la lleva a convertirse en personal shopper casi sin quererlo.

#### Antoni Solé
(Camilo García. Episodios 10)
Antoni es el padre de Kubala. Es viudo y su única obsesión es que su nieto llegue a ser futbolista profesional. Es lo contrario a Kubala, ya que cuando era joven se metió en el mundo de las apuestas, la reventa de entradas e hizo incursiones en sectores menos legales.

#### Sara Solé
(Clara Ramón. Episodios 11)
Sara es la hija de Kubala y Rosa. Es una chica muy inteligente. Su pasión es la informática y desde hace un tiempo forma parte de un grupo de hackers amateurs. Su padre sabe de la inteligencia y las habilidades de su hija, y a menudo las utiliza para resolver algún caso de la agencia, cosa que no le hace ninguna gracia a su madre.

#### Pol Solé
(Arnau Fernández. Episodios 9)
Es el hijo pequeño de Kubala y Rosa. Pol es un chico educado y tiene un gran sentido de la justicia, cosa que le hace tener algunos problemas en el colegio. Pol tiene un gran talento para jugar al fútbol, cosa que le hace ser un chico muy popular en el colegio. Él querría ser futbolista para darle una satisfacción a su abuelo, aunque también quiere estudiar.

#### Eva Fité
(Olalla Moreno. Episodios 7)
Eva es la exmujer de Moreno y madre de su hija Estel. Eva es una exitosa abogada que se ha vuelto a casar con un compañero de profesión, Ramón. Cuando ella y Charly se casaron parecían hechos el uno para el otro, pero a medida que fue pasando el tiempo, el trabajo de Moreno pasó por delante de ella y de su hija, cosa que les llevó al divorcio.

#### Marga
(Francesca Piñón. Episodios 13)
Marga es la secretaria de la agencia de detectives. Es una mujer muy libre y extravagante. Marga queda con hombres a los que conoce a través de Internet en busca de su hombre perfecto, pero todas sus citas acaban siendo un fiasco.

#### Blai
(Pep Molina. Episodios 13)
Es el propietario del bar Cino, donde se reúnen los detectives. Es un hombre maduro, cariñoso y romántico que se enamora de Marga, la secretaria de la agencia.

#### Narcís
(Quimet Pla. Episodios 7)
Es un hombre que se pasa el día en el bar de Blai. Allí anima a su amigo a declarar su amor con Marga, cosa que le resulta bastante complicado por las inseguridades del propietario del bar.

#### Lluís
(Juli Fàbregas. Episodios 7)
Lluís es un excompañero y amigo de Moreno. A lo largo de la temporada, se descubre que él estuvo metido en la trama policial en la que Moreno agredió a un empresario y acabó expulsado del cuerpo. Tiene una aventura con Helena, pero la deja al saber que su mujer está embarazada.

## Premios
- Galardón del Col·legi Oficial de Detectius Privats por divulgar la profesión.

## Capítulos y audiencias
La audiencia media de la primera temporada de la serie ha sido de 490.000 espectadores y una cuota de pantalla del 16%.
| Capítulo    | Fecha de emisión      | Espectadores | Cuota |
| ----------- | --------------------- | ------------ | ----- |
| Capítulo 1  | 9 de enero de 2012    | 595.000      | 18,3% |
| Capítulo 2  | 16 de enero de 2012   | 485.000      | 15,9% |
| Capítulo 3  | 23 de enero de 2012   | 526.000      | 17,6% |
| Capítulo 4  | 30 de enero de 2012   | 477.000      | 15%   |
| Capítulo 5  | 13 de febrero de 2012 | 424.000      | 14%   |
| Capítulo 6  | 20 de febrero de 2012 | 506.000      | 16,4% |
| Capítulo 7  | 27 de febrero de 2012 | 432.000      | 14,7% |
| Capítulo 8  | 5 de marzo de 2012    | 485.000      | 16%   |
| Capítulo 9  | 12 de marzo de 2012   | 448.000      | 15%   |
| Capítulo 10 | 19 de marzo de 2012   | 403.000      | 14,1% |
| Capítulo 11 | 26 de marzo de 2012   | 448.000      | 13,8% |
| Capítulo 12 | 2 de abril de 2012    | 500.000      | 16,2% |
| Capítulo 13 | 9 de abril de 2012    | 544.000      | 16,2% |